# Алі Мірзаї (важкоатлет)
Алі Мірзаї (28 січня 1929 — 18 липня 2020) — іранський важкоатлет.
Бронзовий призер Олімпійських Ігор 1952 року в категорії 56 кг.
Срібний призер Азійських ігор 1951 року в категорії 56 кг.
Срібний призер Чемпіонату світу 1951 року в категорії 56 кг, бронзовий призер 1954 року в категорії 56 кг.